# 陈琏
陈琏（1919年10月13日—1967年11月19日），女，浙江慈谿人。中国共产党党员和中华人民共和国官员，其父为素有蔣中正『文胆』之称的高级幕僚陈布雷。中华人民共和国成立后在多次政治运动中受到迫害，文革中自杀身亡。

## 生平
陈琏是蔣中正文膽陳布雷最小的女儿，也是陳師孟的姑姑。她的母亲杨品仙在她出生时获产妇热病亡。她原名陈怜儿，1939年改名为陈琏。
陈琏年轻时很激进，她不顾父亲的反对，考入杭州高等学堂。由于她对国民党对日政策不满，逐渐接触共产党，1939年7月，成為中國共產黨黨員；同年，考入昆明西南联大，并在那里认识了她后来的丈夫袁永熙。1942年轉入重庆中央大学。1946年陈琏毕业赴北平贝满女中作教师。1947年8月10日她与时任北平市民政局科长的袁永熙结婚。1947年8月24日叶翔之指挥保密局北平站破门而入陈琏在北平市京兆东街24号的住宅，当场逮捕正在发报的地下党电台报务员李政宣及其妻子译电员张厚佩、报务员孟良玉及其妻子李毓萍，同时陈琏夫妇两人及在场所有人被捕，解赴南京。北平贝满女子中学教员陶凤娟给陈琏送戏票，因为长得特别矮小，又巧嘴机灵，瞒过了守株待兔的保密局特工，随后立即向地下党组织报告了陈琏被捕，避免了北平地下党全军覆没。陈琏在她父亲的帮助下，蔣中正亲自过问后两人被释放。
1949年，中华人民共和国成立后，陈琏任中国共青团中央委员，官至共青团少年儿童部部长。但她的丈夫，時任清華大學黨委第一書記的袁永熙卻屡遭打击。1956年袁永熙被判为右派。在中共高官的压力下陈琏与袁永熙离婚。1962年8月陈琏离京赴上海任中共中央华东局宣传部文教处处长，擁有全國政協委員身份。
文化大革命开始后，被批为叛徒。1967年11月19日，陈琏在上海泰兴路的华东局宿舍11层跳楼自杀。陈琏死后，华东局机关对她的批斗并未停息，称她在历史上有变节行为，文革中抗拒运动并畏罪自杀，定义为叛党行为，并宣布开除党籍
。
1979年陈琏被平反，周恩来遗孀邓颖超赠挽额题云“党的忠诚女儿”。1984年12月27日中共领导人胡耀邦称之为“家庭叛逆，女中英豪”。

## 家庭
陈琏与袁永熙一起有一女（陈必泓）二男（陈必大、陈小代），两人离婚后她没有再婚。